# Konstanty Ludwikowski
Konstanty Ludwikowski (ur. 4 listopada 1910 w Dolinie - obecnie Ukraina, zm. 22 listopada 1965 w Starym Kurowie) – polski artysta fotograf. Współzałożyciel gorzowskiego oddziału Polskiego Towarzystwa Fotograficznego. Członek założyciel Gorzowskiego Towarzystwa Fotograficznego.

## Życiorys
Konstanty Ludwikowski związany z gorzowskim środowiskiem fotograficznym - pierwsze swoje zdjęcia wykonał w 1922 roku, w wieku 12 lat. W czasie II wojny światowej fotografował dla potrzeb Armii Krajowej, wykonując zdjęcia do dokumentów. W latach 1945–1962 mieszkał, pracował i fotografował w Strzelcach Krajeńskich. W 1953 roku zdobył uprawnienia czeladnika (świadectwo nr 0242 wydane przez Izbę Rzemieślniczą w Zielonej Górze) w zawodzie fotografa i otworzył własny zakład fotograficzny Foto-Halina – w Strzelcach Krajeńskich. W tym samym czasie został przyjęty do Cechu Rzemiosł w Gorzowie Wielkopolskim. W 1954 roku był współzałożycielem oddziału Polskiego Towarzystwa Fotograficznego w Gorzowie Wielkopolskim. W 1956 roku pełnił funkcję członka Zarządu Ochotniczej Straży Pożarnej w Strzelcach Krajeńskich. W 1961 roku był członkiem Komitetu Założycielskiego Gorzowskiego Towarzystwa Fotograficznego, powstałego na bazie gorzowskiego oddziału PTF. W 1962 roku zamieszkał w Starym Kurowie, gdzie również podjął działalność we własnym - zakładzie fotograficznym.
Konstanty Ludwikowski jest autorem i współautorem wielu wystaw fotograficznych; indywidualnych, zbiorowych, poplenerowych oraz pokonkursowych, podczas których otrzymał wiele nagród, wyróżnień, dyplomów, listów gratulacyjnych. Szczególne miejsce w twórczości Konstantego Ludwikowskiego zajmowała fotografia ojczysta – w zdecydowanej większości fotografia krajobrazowa i fotografia architektury oraz fotografia portretowa. Brał aktywny udział m.in. w  Dorocznych Wystawach Fotografii, organizowanych przez Gorzowskie Towarzystwo Fotograficzne.
Zmarł 22 listopada 1965 w Starym Kurowie. Duża część fotograficznego archiwum artysty znajduje się w zbiorach Gorzowskiego Towarzystwa Fotograficznego. W 1966 roku Zarząd GTF ustanowił nagrodę im. Konstantego Ludwikowskiego, przyznawaną na Dorocznych Wystawach Fotografii - za najlepszą fotografię pejzażową.

## Wybrane wystawy zbiorowe
- Międzynarodowa Wystawa Fotografii Fénykép–Kiállítás (Budapeszt 1957)
- IX Wystawa Amatorskiej Fotografii Artystycznej (Częstochowa 1957)
- XI Wystawa Amatorskiej Fotografii Artystycznej (Częstochowa 1957);
- I Ogólnopolska Wystawa Fotografii Rzemiosła Spółdzielczego i Indywidualnego (Warszawa 1958)
- VIII Wystawa Amatorskiej Fotografii Artystycznej (Gdańsk 1959)
- II Ogólnopolska Wystawa Fotografii Rzemiosła Spółdzielczego i Indywidualnego (Warszawa 1962)

Źródło

## Wybrane nagrody (Doroczne Wystawy GTF)
- 1956 – II Doroczna Wystawa Fotografii – VII nagroda za Spojrzenie
- 1957 – III Doroczna Wystawa Fotografii – III nagroda za Smutne miasto
- 1958 – IV Doroczna Wystawa Fotografii – I nagroda za Pieluszki
- 1959 – V Doroczna Wystawa Fotografii – VI nagroda za Świt
- 1960 – VI Doroczna Wystawa Fotografii – III nagroda za Papier i glina
- 1961 - VII Doroczna Wystawa Fotografii – III nagroda za Ściernisko

Źródło